# Bowls na Igrzyskach Pacyfiku 2007
Bowls na Igrzyskach Pacyfiku 2007, odbyło się w 2007 roku w Apii. W tabeli medalowej tryumfowali zawodnicy z Tokelau.

## Mężczyźni
| Konkurencja |                                                                   |                                                        |                                                            |
| ----------- | ----------------------------------------------------------------- | ------------------------------------------------------ | ---------------------------------------------------------- |
| Single      | Samoa                                                             | Wyspy Cooka                                            | Fidżi                                                      |
| Pary        | Papua-Nowa Gwinea Pomat Topal · Peter Juni                        | Fidżi Ratish Lal · Arun Kumar                          | Samoa Valovale Pritchard · Namulauulu Olopoto Letufuga     |
| Trójki      | Tokelau Sakaria Patelesio · Sagato Alefosio · Lotomalie Fakaalofa | Fidżi Sushil Sharma · Semesa Naiseruvati · Rajnish Lal | Samoa Ieremia Leautuli · Ioane Loli · Aliivaa Liva Andrews |
| Czwórki     | Fidżi                                                             | Tokelau                                                | Papua-Nowa Gwinea                                          |

## Kobiety
| Konkurencja |                                                             |                                                      |                                                                             |
| ----------- | ----------------------------------------------------------- | ---------------------------------------------------- | --------------------------------------------------------------------------- |
| Single      | Violina Linda Pedro                                         | Elisa Porea                                          | Feaomaleʻula Wright                                                         |
| Pary        | Tokelau Violina Linda Pedro · Opetera Samakia Ngatoko       | Samoa Manuia Porter · Lufilufi Taulealo              | Wyspy Cooka Porea Elisa · Matina Akaruru                                    |
| Trójki      | Wyspy Cooka Kanny Vaile · Mourauri Tokorangi · Irene Tupuna | Samoa Feao Wright · Cathy Ulberg · Christina Gabriel | Fidżi Va Vosalotaki · Soro Scott · Nellie Gaunavou                          |
| Czwórki     | Wyspy Cooka                                                 | Fidżi                                                | Tokelau Repeka Asi · Sasa Teʻo · Opertera Samakia Ngatoko · Alieta Tiuioteo |

## Tabela medalowa
| Poz.    | Państwo           |   |   |   | Łącznie |
| ------- | ----------------- | - | - | - | ------- |
| 1       | Tokelau           | 3 | 1 | 1 | 5       |
| 2       | Wyspy Cooka       | 2 | 2 | 1 | 5       |
| 3       | Fidżi             | 1 | 3 | 2 | 6       |
| 4       | Samoa             | 1 | 2 | 3 | 6       |
| 5       | Papua-Nowa Gwinea | 1 | 0 | 1 | 2       |
| Łącznie | Łącznie           | 8 | 8 | 8 | 24      |